# IMac Pro
iMac Pro je osobní počítač a pracovní stanice navržené, vyráběné a prodávané společností Apple Inc. od 14. prosince 2017. Na rozdíl od Mac Pro Apple tvrdí, že iMac Pro je nejvýkonnější Mac, jaký kdy byl vyroben. iMac Pro jako první iMac přišel s vesmírně šedou barvou, kterou nalezneme i u přibalené myši Magic Mouse 2 a klávesnice Magic Keyboard, tak i u napájecího kabelu.
Pro iMac Pro je dodáván vlastní čip Apple T2 (který ukládá šifrované klíče) s upravenou verzí softwaru MacOS nazvanou Bridge OS, která uživateli umožňuje uzamknout proces bootování (pomocí programu Startup Security Utility).

## Historie
Projekt iMac Pro byl představen na WWDC dne 5. června 2017 a uveden do prodeje v prosinci 2017. Mezi jeho přednosti patří 8, 10, 14 nebo 18jádrový procesor Intel Xeon, 5K video, grafika AMD Vega, ECC paměť a NBASE-T Ethernet.

## Čip T2
Čip Apple T2 je druhou generaci Applem vlastně dodávaným čipem. Čip v sobě integruje několik řadičů např. řadič řízení systému, obrazový signálový procesor, řadič zvuku a řadič SSD úložiště. V FaceTime HD kameře se čip T2 stará o dokonalejší mapování tónů, lepší ovládání expozice a automatickou expozici a rovnováhu bílé na základě rozpoznávání obličeje. T2 se také stará o zabezpečení systému, koprocesor Secure Enclave šifruje úložiště a stará se o bezpečný start systému. Data na SSD úložišti jsou šifrovaná vyhrazeným AES hardwarem bez jakéhokoli vlivu na výkon SSD a díky tomu méně zatěžuje výkon procesoru. Bezpečný start brání neoprávněnému zásahu do softwaru na nejnižší systémové úrovni a zaručuje, že se při zapnutí počítače načte jen důvěryhodný software operačního systému Apple.

## Specifikace
| Specifikace iMacu Pro       | Specifikace iMacu Pro |
| --------------------------- | --- |
| Procesor                    | Intel Xeon 8, 10, 14, nebo 18 jader                                                                                                |
| Model                       | 2017 |
| Datum vydání                | 14. prosince 2017 |
| Marketingové modelové číslo | MQ2Y2LL/A (základní konfigurace)                                                                                                   |
| Modelové číslo              | A1862 |
| Identifikátor modelu        | iMacPro1,1 |
| Skříň                       | Vesmírně šedá z hliníku a skla |
| Display                     | 27", 5120 × 2880, 60 Hz |
| Display                     | Lesklý skleněný širokoúhlý displej 16 : 9, podsvícení LED a technologie IPS s barevným gamutem P3 jas 500 nitů 1,07 miliard barev  |
| Procesor                    | 8jádrový (W-2140B), 10jádrový (W-2150B), 14jádrový (W-2170B) nebo 18jádrový (W-2190B) Intel Xeon možnost Turbo Boost až do 4.3 GHz |
| Sběrnice                    | Mezi modely se liší |
| Paměť                       | 32 GB DDR4 RAM (lze konfigurovat na 64 GB nebo 128 GB)                                                                             |
| Grafika                     | AMD Radeon Pro Vega 56 nebo AMD Radeon Pro Vega 64, až 16 GB video paměti HBM2                                                     |
| Úložiště                    | 1 TB PCIe NVMe SSD (lze konfigurovat na 2 TB nebo 4 TB)                                                                            |
| Připojitelnost              | Bluetooth 4.2, 802.11ac Wi-Fi (kompatibilní s IEEE 802.11a/b/g/n)                                                                  |
| Kamera                      | FaceTime HD 1080p (1920 × 1080; 2 MP)                                                                                              |
| Periferní zařízení          | 4× USB 3.0 SDXC slot pro karty s podporou UHS-II Výstup pro sluchátka / digitální audio 4x porty Thunderbolt 3 (typ USB-C)         |
| Hmotnost                    | 9,7 kg |